# Землетрясение в Иркутской области (2020)
22 сентября 2020 года в 02:04:57 по местному времени (21:04:57 MSK, 18:04:57 UTC) в Иркутской области произошло землетрясение. Эпицентр землетрясения был зафиксирован службой USGS на расстоянии 21 километра к северо-западу от посёлка Култук на глубине 10 километров в 02:04:57 по местному времени (21:04:57 MSK, 18:04:47 UTC) магнитудой 5.5 (Mw). Сообщения о землетрясение начали поступать со Всех районов Иркутской области. Вторая волна афтершока была зафиксирована на расстоянии 15 километров к северо-западу от посёлка Култук на глубине 10 километров в 02:19:55 по местному времени (21:19:55 MSK, 18:19:55 UTC) магнитудой 4.6 (Mw).

## Оценки
Директор Института теории прогноза землетрясений и математической геофизики РАН Пётр Шебалин назвал 2020 год «богатым на сюрпризы» в сейсмологическом плане и упомянул это землетрясение в числе других, оценив, что оно было чуть посильнее, чем землетрясение 10 декабря 2020 года в Республике Бурятия, отметив, что это в геологических масштабах — ничего особенного. Это рядовые события из жизни «Байкальской рифтовой зоны».

## Районы землетрясения
В районе Ангасолки, Слюдянки, Андриановской интенсивность первых толчков составила 7 баллов, вторых — 5-6 баллов. В районе Глубокой, Подкаменной, Утулика, Маритуя, Байкальска, Большого Луга, Рассохи первые толчки были в 6 баллов, вторые — 4.5. В районе Зун-Мурино, Тунки (Бурятия) первые толчки также были до 6 баллов. 23 сентября представили первые итоги обследования жилых и социальных объектов. Незначительные повреждения выявили в слюдянском детском саду № 12, култукской школе № 7. В Култуке и селе Тельма повреждены печные трубы в 15 частных домах, но обращения граждан продолжали поступать. Есть незначительные повреждения в домах в городе Иркутске. Так же сообщается, что землетрясение такой магнитуды на Байкале не было около 12 лет. Жертв и пострадавших не было зафиксировано. Утром 22 сентября мэр Иркутска Руслан Болотов объявил о режиме повышенной готовности.

## Последствия
По информации МЧС России по Иркутской области магнитуда составила 5,5, а интенсивность толчка — 8,1. Эпицентр находился в Слюдянском районе в посёлке Култук. В Иркутске и Слюдянке землетрясение было 5-6 баллов. По данным Европейского средиземноморского сейсмологического центра, в районе озера Байкал зафиксировали землетрясение магнитудой 5.5. Землетрясение, случившееся 22 сентября 2020 года, назвали «Быстринским». Такое наименование указано на информационном табло, представленном на оперативном штабе в правительстве Иркутской области, посвященном стихии что в Слюдянском районе есть речка под названием Быстрая. По сообщениям очевидцев, особенно сильно подземные толчки почувствовали жильцы верхних этажей многоэтажек — у них двигалась мебель, с полок падали предметы и качались люстры. Трясло так, что в квартирах падала посуда, треснули стены, в каких-то районах зафиксированы трещины и проваление асфальта. В городе Слюдянка сотни домов остались без света: электроснабжение восстановили лишь к утру.